# Clas Olsson
Clas Ernst Harald Olsson, född 16 oktober 1962, är en svensk ämbetsman och nationalekonom. Olsson är sedan april 2017 generaldirektör för Ekonomistyrningsverket.
Clas Olsson har tidigare tjänstgjort på Arbetsförmedlingen, först som analyschef under åren 2009–2012 och därefter som biträdande generaldirektör. Under perioden september 2013 till mars 2014 var Olsson tillförordnad generaldirektör för Arbetsförmedlingen.
Under åren 2003–2004 var Olsson finansråd och chef för ekonomiska avdelningen på Finansdepartementet. Han har också tjänstgjort som chefsekonom på Kommunförbundet åren 1999–2002 samt på Sveriges Kommuner och Landsting (som bildades genom en sammanläggning av tidigare Kommunförbundet och Landstingsförbundet) åren 2004–2009. Under 1990-talet arbetade Olsson bland annat som utredare på SIDA och Finansdepartementet.